# 후안 마누엘 올리베라
후안 마누엘 올리베라 로페스(Juan Manuel Olivera López, 1981년 8월 14일 ~ )는 우루과이의 전 축구 선수이다.